# Авило-Успенка
Ави́ло-Успе́нка — село в Матвеево-Курганском районе Ростовской области. 
Входит в состав Новониколаевского сельского поселения. 
Железнодорожная станция Успенская на линии Иловайск — Таганрог.

## История
В начале 1990-х после распада СССР по этому населенному пункту прошла государственная граница между Украиной и РФ. K России отошла основная часть с магазинами, школой, аптекой и кладбищем, а Украина получила часть улицы с 13 домами. Семья, дом которой граница «перерезала» наискосок (кухня с туалетом поначалу отошла к России, а остальное — к Украине) со временем сумела добиться, чтобы дом отнесли к РФ. Однако попытки остальных дворов присоединиться к России в обмен на пашню не увенчались успехом из-за необходимости в межгосударственных переговорах. В 2014 году, после того как украинскую сторону взяла под свой фактический контроль ДНР, режим пересечения границы смягчился.

## География

### Улицы
| - ул. Верхняя, - ул. Железнодорожная, - ул. Зеленая, - ул. Колхозная, - ул. Комсомольская, - ул. Кооперативная, | - ул. Ленина, - ул. Новая, - ул. Победы, - ул. Свободы, - ул. Советская, - ул. Школьная, | - ул. Элеваторная, - пер. Пионерский, - пер. Почтовый, - пер. Украинский, - пер. Успенский. |

## Население
| 2010 |
| ---- |
| 912  |